# 台灣動物新聞網
台灣動物新聞網是由非營利組織中華民國保護動物協會所設立的新聞網站，創立於2014年4月9日。除新聞外，該網站同時也提供動物認養或協尋、動物法規、動物商家黃頁等相關資訊，為台灣最大的動物資訊平台。
早自2009年11月起，中華民國保護動物協會就開始招募與培訓公民記者義工，來為網站的成立做準備。
台灣動物新聞網於2020年7月1日關站，網站內容移至中華民國保護動物協會之官網。

## 外部連結
- 台灣動物新聞網主頁